# Clostera obscurior
Clostera obscurior är en fjärilsart som beskrevs av Otto Staudinger 1887. Clostera obscurior ingår i släktet Clostera och familjen tandspinnare. Inga underarter finns listade i Catalogue of Life.